# Hits U Missed Vol. 2
Albums de Masta Ace
A Long Hot Summer
(2004) Grand Masta: The Remix & Rarity Collection
(2006)
Hits U Missed Vol. 2 est une compilation du rappeur Masta Ace, sortie le 25 août 2005. 
Cet album est composé de morceaux que Masta Ace a enregistré en collaboration avec d'autres artistes.

## Liste des titres
| No  | Titre                   | Interprète(s)                                                | Durée |
| --- | ----------------------- | ------------------------------------------------------------ | ----- |
| 1.  | Survival                | Koolade featuring Masta Ace                                  | 4:28  |
| 2.  | What Am I?              | DJ JS-1 featuring Masta Ace                                  | 2:19  |
| 3.  | Gimme Gimme Gimme       | J-Zone featuring Masta Ace                                   | 3:30  |
| 4.  | What Is It              | Tommy Tee featuring Masta Ace                                | 4:17  |
| 5.  | Out Da Box              | Tony Touch featuring Pete Rock, Large Professor et Masta Ace | 3:37  |
| 6.  | Again                   | DJ Serious featuring Masta Ace                               | 4:37  |
| 7.  | Figure 8                | UK's Finest featuring Masta Ace                              | 3:23  |
| 8.  | The Call                | Code Red featuring Masta Ace                                 | 3:53  |
| 9.  | Family 1st              | Punchline featuring Apocalypse et Masta Ace                  | 3:54  |
| 10. | CpH Claimin' Respect #2 | Edo. G, Common et Masta Ace                                  | 3:54  |
| 11. | We Get It Done          | Masta Ace, Strick et Joe Buddah                              | 5:00  |
| 12. | Get Large               | Tribeca featuring Lord Tariq, Mr. Complex et Masta Ace       | 4:32  |
| 13. | Who Killed Hip Hop      | Shams the Professor featuring Masta Ace                      | 5:12  |